# Westwood (Wiltshire)
Pour les articles homonymes, voir Westwood.
Westwood est une paroisse civile et un village du Wiltshire, en Angleterre.